# Aigues-Vives (Gard)
Aigues-Vives è un comune francese di 2 899 abitanti situato nel dipartimento del Gard, nella regione dell'Occitania.
Etimologia: il nome "Aigues-Vives" viene dalla lingua d'Oc "Aiga Viva o Ayga Viva", che significa "acqua viva (sorgente)", in riferimento alle numerose sorgenti site nel paese.

## Società

### Evoluzione demografica
Abitanti censiti